# نيك كويبرس
نيك كويبرس (بالهولندية: Nick Kuipers)‏ (12 ديسمبر 1988 بهيمسكيرك في هولندا - ) هو لاعب كرة قدم هولندي في مركز الدفاع. لعب مع بي إي سي زفوله ونادي أوترخت ونادي دوردريخت ونادي تلستار ‏ وRijnsburgse Boys ‏ وIJsselmeervogels ‏.

## وصلات خارجية
- نيك كويبرس على موقع قاعدة بيانات كرة القدم.إي يو (الإنجليزية)
- نيك كويبرس على موقع عالم كرة القدم.نت (الإنجليزية)